# South Derbyshire
South Derbyshire – dystrykt w hrabstwie Derbyshire w Anglii.

## Miasta
- Melbourne
- Swadlincote

## Inne miejscowości
Aston-on-Trent, Barrow upon Trent, Barton Blount, Bearwardcote, Botany Bay, Boundary, Bretby, Burnaston, Calke, Castle Gresley, Cauldwell, Church Broughton, Church Gresley, Coton in the Elms, Drakelow, Egginton, Elvaston, Etwall, Findern, Foremark, Foston, Great Wilne, Hartshorne, Hatton, Hilton, Ingleby, Kings Newton, Linton, Lullington, Marston on Dove, Netherseal, Newhall, Newton Solney, Overseal, Radbourne, Repton, Rosliston, Scropton, Shardlow, Smisby, Stanton by Bridge, Sutton on the Hill, Swarkestone, Thurvaston, Ticknall, Trusley, Walton-on-Trent, Weston-on-Trent, Willington, Woodville.